# Borgvliet
Borgvliet is een voormalig dorp nabij Bergen op Zoom.
Het is een nederzetting die al vóór 1200 heeft bestaan, en daarmee een van de oudste van Noordwest-Brabant is. De naam is ontleend aan het daar bestaande Kasteel Borgvliet, dat aan een vliet, de Molenbeek, gelegen was. Uit 1214 stamt de eerste schriftelijke vermelding, waarbij de naam van de toenmalige heer als Witto de Burchfliet werd geschreven. De heerlijkheid Borgvliet was een rechtstreeks leen van de Hertog van Brabant. Een veerdienst en een tol zorgden voor inkomsten. Ook bestond in Borgvliet de Sint-Gertrudiskapel die voor het eerst omstreeks 1400 werd vermeld. Dit was een bedevaartsoord.
Op 1 september 1481 kocht de heer van Bergen op Zoom de heerlijkheid van de in financiële moeilijkheden verkerende heer van Borgvliet.
In 1570 werd het kasteel door het water verzwolgen. De kapel bleef echter bestaan. Deze stond namelijk op de Brabantse Wal, waar zich tegenwoordig aan Borgvlietsedreef 150 de Scheldeflat bevindt. Bij de kapel hoorde de Gertrudisbron, tegenwoordig gelegen tussen stadspark Kiek-in-de-Pot en de Markiezaatsweg-West, op de Brabantse Wal.
Gedurende de Tachtigjarige Oorlog leed het dorp veel schade. De kapel werd vermoedelijk reeds vernield in 1580. Het ontwikkelde zich niet en bestond in 1747 nog slechts uit een paar boerderijen. Ook was er de Fonteyne, dat was de in 1613 herstelde Gertrudisbron, die nu als dorpsbron dienstdeed. Ze werd in 1747 door de Franse invallers verwoest.

## Heden
Ondanks de geringe betekenis werd Borgvliet in 1795 een zelfstandige gemeente, die echter in 1810 bij de gemeente Bergen op Zoom werd gevoegd. 
Gedurende de 19e eeuw ontstond de wijk Nieuw-Borgvliet ten zuidoosten van Borgvliet, wat toen ook wel met Oud-Borgvliet werd aangeduid. Uiteindelijk werd Oud-Borgvliet opgeslokt door de woonwijk Het Fort/Zeekant. Het privegraf van Antonius Meganck (overleden 1855), zijn vrouw (1863) en schoonzoon oud-burgemeester Antonius de Roock (1892) aan de oever van de Schelde werd daarvoor ook geruimd in 1970.
In 1989 werd aan de Scheldelaan, op 170 meter ten noorden van de plaats waar de kapel eens had gestaan, een nieuwe, aan Sint-Gertrudis gewijde, kapel gebouwd, uit materialen van de in de jaren zeventig afgebroken Joorenkerk aan de Wouwsestraat/Stationstraat.